# Fårön, Piteå
Fårön är en ö i Pite skärgård, belägen strax norr om tätorten Piteå. Ön bestod ursprungligen av två öar men på grund av landhöjningen har Nörd-Fårön och Sör-Fårön under århundraden vuxit samman och är nu ihopbundna av ett bredare näs. Tvärs över näset går den väg som leder från fastlandet till Stömsborg, den enda byn på ön. På ön finns utspridda sommarstugor som är sammanbundna av flera mindre landsvägar. Ön är fast förbunden med fastlandet genom en bro över Fårösund, på andra sidan ligger Djupviken, som utgör en stadsdel i Piteå.